# Сюй Вей
Сюй Вей (徐渭, 1521 —1593) — китайський художник, поет, письменник часів династії Мін.

## Життєпис
Народився у 1521 році у м. Шаньсін (сучасний Шаосін, провінція Чжецзян). Був сином Сюй Цзуна та наложниці. Рано втратив батька. Після цього виховувався матір'ю, яку втратив у 1535 році. У 1541 році склав повітові іспити, але так і не зміг здолати провінційні, навіть після 8 спроб. Проте його бере до себе генерал Ху Цзунсян, командувач берегової охорони провінцій Цзянсу-Чжецзян-Фуцзянь. Бере участь у боротьбі із японськими піратами. Особливо відзначився у битві 1553 року. У 1558 році призначається секретарем-консультантом в уряді провінції Чжецзян.
Після того як у 1563 році генерал Ху впав у немилість і був заарештований, у Сюй Вея почалися негаразди. Він переживає нервовий зрив і навіть намагається накласти на себе руки, спроби повторюються дев'ять разів. У момент затьмарення розуму, підозрюючи свою другу дружину Чжанші у зраді, він у 1567 році вбиває її. За вбивство він потрапляє до в'язниці на 7 років.
Тільки у віці 53 років він виходить на свободу завдяки протекції Чжан Юанбяна, свого друга по академії Ханьлінь. У 1576 та 1580 роках призначається секретарем-консультантом з військової оборони півночі Китаю. У 1577 році Сюй Вей на деякий час повертається до рідного міста. У 1582 році внаслідок хвороби остаточно залишає державну службу. Залишок життя він присвятив живопису, але постійно відчував брак грошей, його картини погано продавалися. Його часто порівнюють з Ван Гогом: за талант і долю. Сюй Вей решту життя також прожив у злиднях, помер від хвороб у 1593 році.

## Творчість
Працював у жанрі «квіти і птахи». Революційний стиль Сюй Вея вплинув на багатьох сучасників і живописців наступних поколінь, зокрема «Восьми диваків з Янчжоу», «Восьми великих горців», на художників нового часу У Чаншо та Ці Байші. 

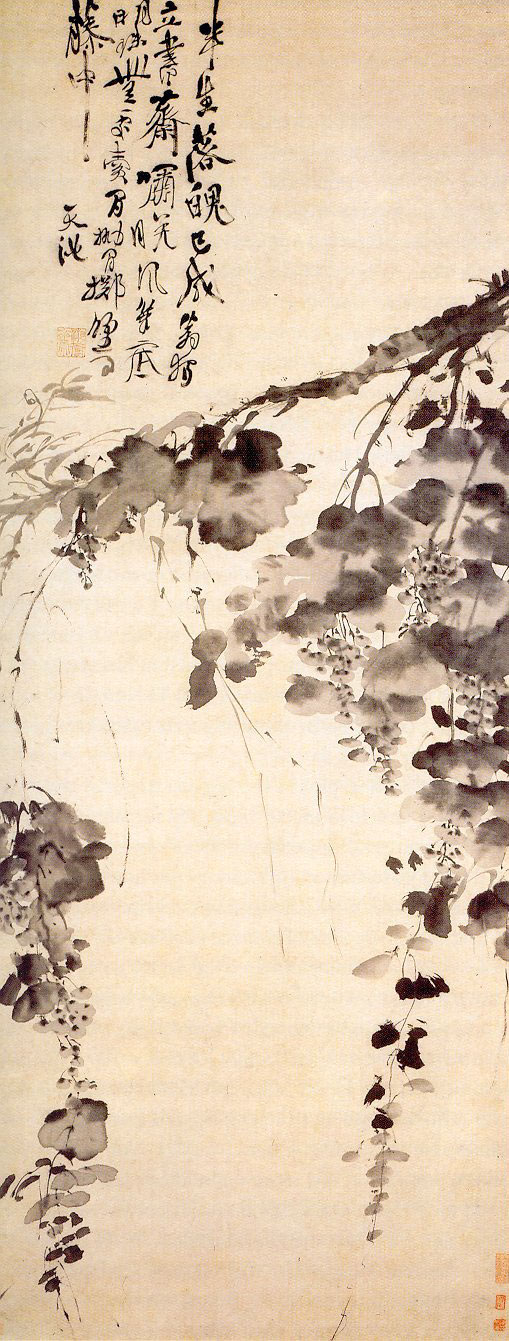
«Виноград»

Свій стиль він називав «Чистота письмен», а пізніше «Перевага письмен». Відоми роботи «Хризантеми й бамбук», «Виноград», «Півонії, мальми, каміння». На останній добре помітний його вільний і оригінальний стиль. Манера письма в зображенні пальмового листя здається вкрай несерйозною, але залишено достатньо вільного місця, щоб передати їх своєрідність. Каміння «розмите» чорною тушшю, лінії відсутні. Ледь-ледь можна бачити їх нерівності і віддаленість одне від одного. Квіти і листя півоній намальовані «плямами» неправильної форми, і щоб відрізняти квіти від листя, художник додав трохи «розмиття». При роботі пензлем і виборі ступеня «розмитості» туші Сюй Вей виходив з художності картини в цілому. Наприклад, камені, на які покладена функція додання стійкості всім іншим деталям картини, були «розмиті», як щось щільне, щоб передати відчуття їх тяжкості. Манера письма в зображенні пальм соковита, елегантна і мінлива, а півонії, що тягнуться через каміння праворуч, забарвлені здебільшого світлою тушшю. Картина в цілому виглядає жваво й гармонійно завдяки різноманітності використаних художніх засобів. Як у квітів у тумані, в ній є тонка привабливість.
Також складав численні вірші, наслідуючи Лі Юю та Су Ши. Найбільш відомим є «Пісня від імені цунамі» та «Південні слова». Крім того, його вірші зібрані Юань Хундао.
Сюй Вей писав драми, але на цьому терені не прославився, відомо 4 його драми, в них часто піднімається тема незалежності і свободи жінки, так що Сюй Вея можна вважати одним з перших захисників прав жінок в Китаї. Найбільш відомою драмою є «Чотириголосні мавпи».